# شلیترز
شلیترز (به آلمانی: Schlitters) یک منطقهٔ مسکونی در اتریش است که در شواس واقع شده‌است. شلیترز ۱۰٫۳۶ کیلومتر مربع مساحت دارد ۵۴۸ متر بالاتر از سطح دریا واقع شده‌است.